# استفان هفتم
پاپ استفان هفتم (به انگلیسی: Stephen VII) یکی از پاپ‌های کلیسای کاتولیک رم بود که از ۹۲۸ تا ۹۳۱ میلادی پاپ بود.